# Blainville-Crevon
Pour les articles homonymes, voir Blainville.
Blainville-Crevon est une commune française située dans le département de la Seine-Maritime en région Normandie.

## Géographie

### Description
Blainville-Crevon est un village normand du Vexin normand, situé en périphérie nord-est de Rouen.

### Communes limitrophes
| Morgny-la-Pommeraye    | Bierville         | Saint-Germain-des-Essourts  |
| La Vieux-Rue           | Blainville-Crevon | Catenay Saint-Aignan-sur-Ry |
| Servaville-Salmonville | Grainville-sur-Ry | Ry                          |

### Hydrographie
La commune est située dans le bassin Seine-Normandie. Elle est drainée par le Crevon, le cours d'eau 01 de la Commune de Blainville-Crevon et divers autres petits cours d'eau,.
Le Crevon, d'une longueur de 16 km, prend sa source dans la commune de Saint-Germain-des-Essourts et se jette  dans l'Andelle à Vascœuil, après avoir traversé sept communes. 

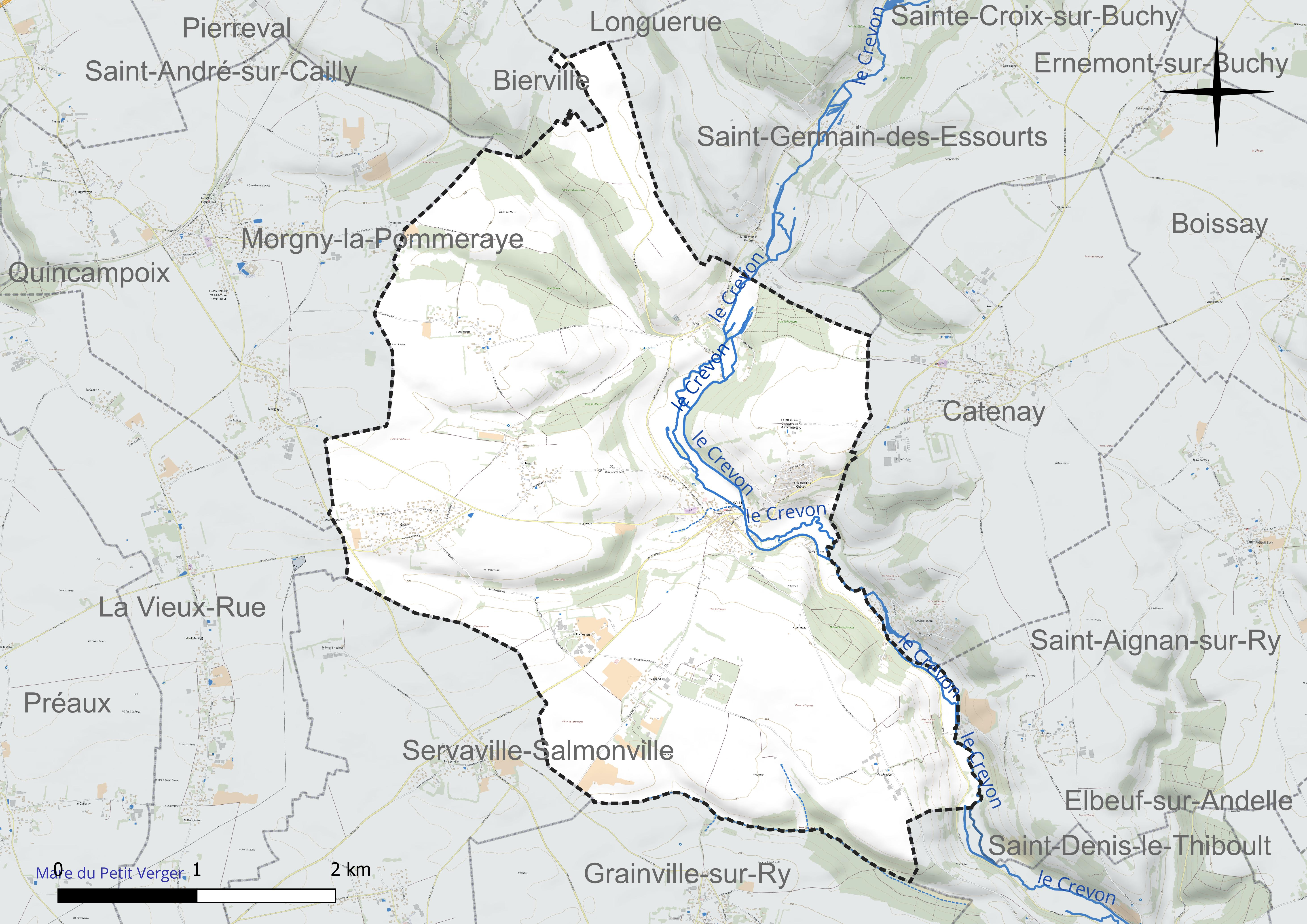
Réseau hydrographique de Blainville-Crevon.

### Hameaux et écarts
La commune de Blainville-Crevon comporte huit hameaux : Capendu, Cauvicourt, Crevon, Gruchy, Houlmesnil, Maillomets, Saint-Arnoult-sur-Ry et le Château.

### Climat
Pour des articles plus généraux, voir Climat de la Normandie et Climat de la Seine-Maritime.
En 2010, le climat de la commune est de type climat océanique dégradé des plaines du Centre et du Nord, selon une étude du CNRS s'appuyant sur une série de données couvrant la période 1971-2000. En 2020, Météo-France publie une typologie des climats de la France métropolitaine dans laquelle la commune est exposée à un climat océanique et est dans la région climatique Côtes de la Manche orientale, caractérisée par un faible ensoleillement (1 550 h/an) ; forte humidité de l’air (plus de 20 h/jour avec humidité relative > 80 % en hiver), vents forts fréquents. Parallèlement le GIEC normand, un groupe régional d’experts sur le climat, différencie quant à lui, dans une étude de 2020, trois grands types de climats pour la région Normandie, nuancés à une échelle plus fine par les facteurs géographiques locaux. La commune est, selon ce zonage, exposée à un « climat maritime », correspondant au Pays de Caux, frais, humide et pluvieux, légèrement plus frais que dans le Cotentin.
Pour la période 1971-2000, la température annuelle moyenne est de 10,3 °C, avec une amplitude thermique annuelle de 14,1 °C. Le cumul annuel moyen de précipitations est de 806 mm, avec 12,9 jours de précipitations en janvier et 8,3 jours en juillet. Pour la période 1991-2020, la température moyenne annuelle observée sur la station météorologique la plus proche, située sur la commune de Boos à 15 km à vol d'oiseau, est de 10,9 °C et le cumul annuel moyen de précipitations est de 847,5 mm,. Pour l'avenir, les paramètres climatiques de la commune estimés pour 2050 selon différents scénarios d’émission de gaz à effet de serre sont consultables sur un site dédié publié par Météo-France en novembre 2022.

## Urbanisme

### Typologie
Au 1er janvier 2024, Blainville-Crevon est catégorisée commune rurale à habitat dispersé, selon la nouvelle grille communale de densité à sept niveaux définie par l'Insee en 2022.
Elle est située hors unité urbaine. Par ailleurs la commune fait partie de l'aire d'attraction de Rouen, dont elle est une commune de la couronne,. Cette aire, qui regroupe 317 communes, est catégorisée dans les aires de 200 000 à moins de 700 000 habitants,.

### Occupation des sols
L'occupation des sols de la commune, telle qu'elle ressort de la base de données européenne d’occupation biophysique des sols Corine Land Cover (CLC), est marquée par l'importance des territoires agricoles (81,7 % en 2018), en diminution par rapport à 1990 (84,2 %). La répartition détaillée en 2018 est la suivante :
terres arables (51,1 %), prairies (27,6 %), forêts (13,6 %), zones urbanisées (4,7 %), zones agricoles hétérogènes (3 %). L'évolution de l’occupation des sols de la commune et de ses infrastructures peut être observée sur les différentes représentations cartographiques du territoire : la carte de Cassini (XVIIIe siècle), la carte d'état-major (1820-1866) et les cartes ou photos aériennes de l'IGN pour la période actuelle (1950 à aujourd'hui).

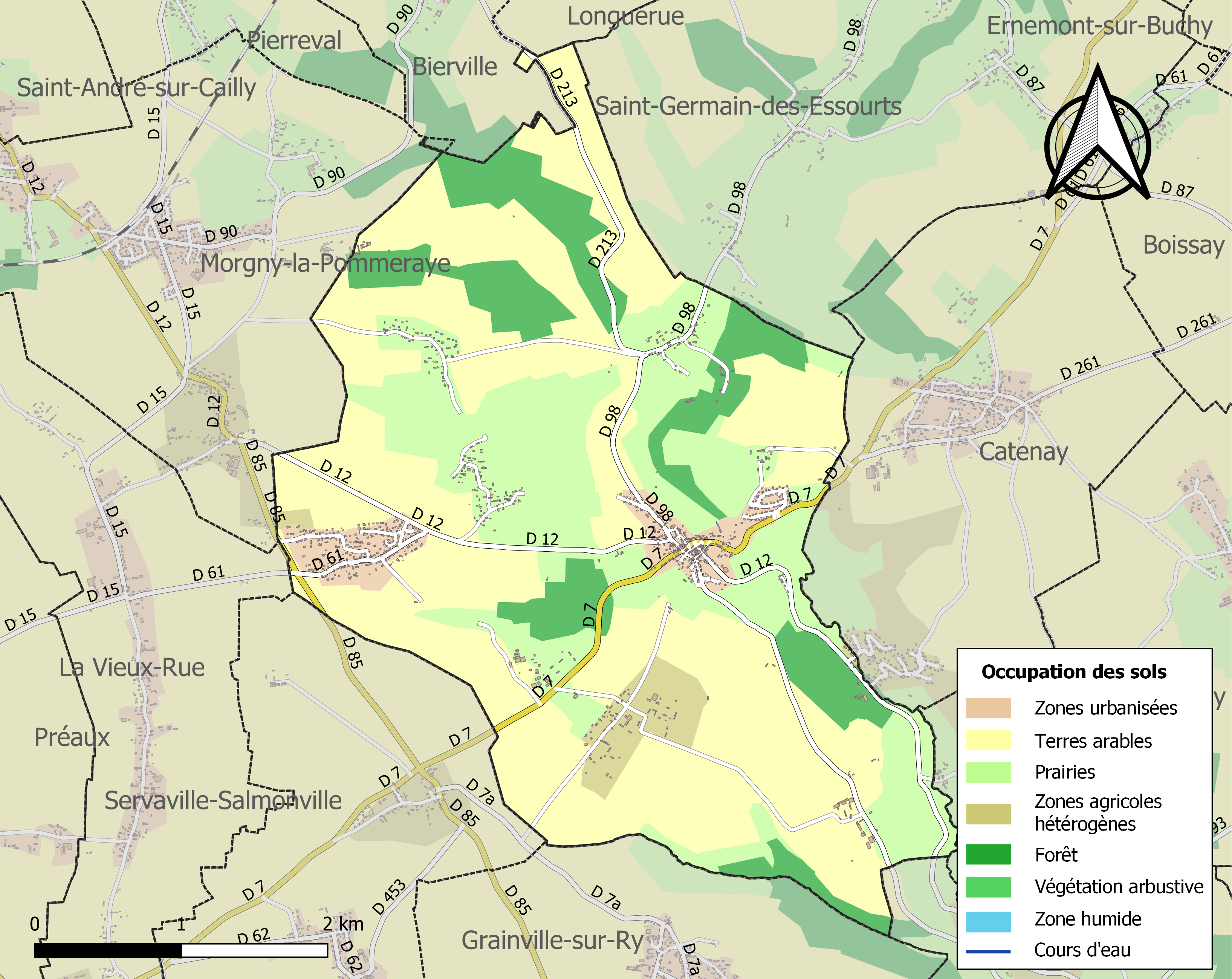
Carte des infrastructures et de l'occupation des sols de la commune en 2018 (CLC).

## Toponymie
Le village de Blainville est mentionné pour la première fois sous la forme latinisée Bleduinvilla vers 1050 - 1066. Il s'agit d'un des nombreux composés en -ville, dont l'élément ville, issu du gallo-roman VILLA, avait précisément le sens de « grand domaine rural » (du latin villa rustica, cf. aussi vilain, paysan médiéval). Le premier élément est un nom de personne comme dans la plupart des cas. Cependant, son identification exacte pose quelques problèmes. Il peut s'agir de *Bladwin(us), anthroponyme germanique qui n'est pas attesté cependant, et qui serait composé du thème blad, que l'on retrouve dans Bladinus. Il est possible aussi d'identifier le nom de personne germanique Baldwinus, devenu *Bladwinus par métathèse du [l].
Crevon est une ancienne paroisse attestée sous les formes Cheivrom vers 1050 et 1066, Chevron entre 1068 et 1076, puis au XIIIe siècle sous la forme Kevron, puis Quevron jusqu'au XIVe siècle. Il s'agit de la forme normanno-picarde de chevron au sens de « poutre », par extension « pont ». Le passage de la forme Quevron à Crevon est lié à la métathèse du [r], phénomène fréquent en phonétique, notamment dans certains dialectes. C'est ce pont qui a donné le nom à la rivière.

### Micro-toponymie
Le hameau de ulmesnil est cité vers 1050 - 1066 sous la forme Hunolt maisnil. Le second élément maisnil est un appellatif toponymique propre au nord de la France, autrement écrit mesnil ou ménil, orthographes plus modernes, mais plus éloignées de l'étymologie. En effet, le mot est issu du gallo-roman MASIONILE « type de domaine rural », dérivé du latin ma[n]sionem (qui a donné « maison », accusatif de mansio). Le premier élément Hunolt représente sans doute le nom de personne germanique Hunolt, issu d'un plus ancien Hunwald. Ce nom rare existe pourtant comme patronyme en Alsace et en Lorraine sous les formes Hunolt et Hunold.
Le hameau de Capendu est attesté vers 1050 - 1066 sous la forme Catpendud. D'après la forme ancienne, il s'agirait bien d'un « chat pendu », plutôt que d'un « champ pentu » comme Capendu (Aude, Campendud en 1071). Il est vraisemblable de considérer que la pomme de Capendu, dite aussi Court-pendu gris, tire son nom de ce hameau. Altéré de Capendu en Court-pendu, le nom s'est étendu à plusieurs variétés de pommes distinctes.

## Histoire
Il faut remonter à l'époque néolithique pour déterminer l'origine d'une présence humaine dans cette commune[réf. souhaitée].
Devenu la possession de la famille de Mauquenchy, illustrée principalement par Jean IV de Mauquenchy, maréchal de Blainville, serviteur de Charles V et compagnon de Bertrand du Guesclin, le fief de Blainville, devenu une forteresse, passe ensuite à la famille d'Estouteville (voir Robert VII d'Estouteville)[réf. souhaitée].
Confisqué par les Anglais au début de la guerre de Cent Ans puis repris en 1435, il est alors la possession de Jean d'Estouteville, seigneur de Torcy. Ce dernier restaure le château et fonde la collégiale,.
Passé par héritage à la famille protestante d'Alègre, le château est assiégé et pris par Tavannes, commandant des Ligueurs rouennais lassés des incursions du seigneur de Blainville qui avait réussi à s'introduire dans le château de Rouen. Au moment de la reconquête de la Normandie, Henri IV aurait tenu un conseil de guerre au château de Blainville, la veille de la chute de Rouen.[réf. souhaitée]
La seigneurie est transmise par mariage à la famille Colbert (plus précisément à Jean-Baptiste Colbert de Seignelay, fils aîné du Grand Colbert, par sa 1re femme Marguerite-Marie de Tourzel, marquise d'Allègre et dame de Blainville : cf. Yves d'Alègre > Famille > Christophe II), qui l'aurait fait ériger en marquisat,,, (une autre branche des Colbert possédait Blainville (Calvados), où se trouvait le château Colbert, de style classique, aujourd'hui détruit).
La terre de Blainville en Vexin reste aux descendants de Colbert de Seignelay et de sa 2e épouse Catherine-Thérèse de Matignon-Torigni, et passe ensuite par héritage aux Montmorency-Luxembourg puis aux Montmorency-Fosseux-Beaufort ; le dernier propriétaire féodal fait raser la forteresse médiévale pour la remplacer par un château dans le style du XVIIIe siècle[réf. souhaitée]. Vendu comme bien national, le château de Blainville est entièrement rasé pendant la Révolution. Les vestiges retrouvés appartiennent plutôt au Moyen Âge qu'à l'époque classique[réf. souhaitée].
L'ancienne église Saint-Germain est à la veille de la Révolution française en mauvais état puisque, selon l'enquête diligentée par de Dominique de La Rochefoucauld, archevêque de Rouen  « la nef vient d'être inondée par les eaux qui sont occasionnées par des sources abondantes au point que les tombeaux qui sont dans la dite église se sont ouverts et que les ossements ont été élevés sur la surface du pavé qui se trouve soulevé dans tout l'espace de la nef. Lesquelles concavités répandent dans toute l'étendue de l'église une odeur pestilente qui a déjà préjudicié à la santé de plusieurs habitants qui s'y sont trouvés mal au point de perdre connaissance » est fermée au culte, et les notables réclament que la collégiale deviennent l'église paroissiale du village réclamèrent le 13 février 1791 que la collégiale leur soit remise pour en faire une église paroissiale, ce qu'ils obtiennent. L'ancienne église, le cimetière qui l'entourait et le presbytère de cette église sont alors vendus comme bien national et démolis,.
La collégiale, pendant la Terreur, sert de maison commune et ne retrouve sa fonction de lieu de culte qu'en 1795

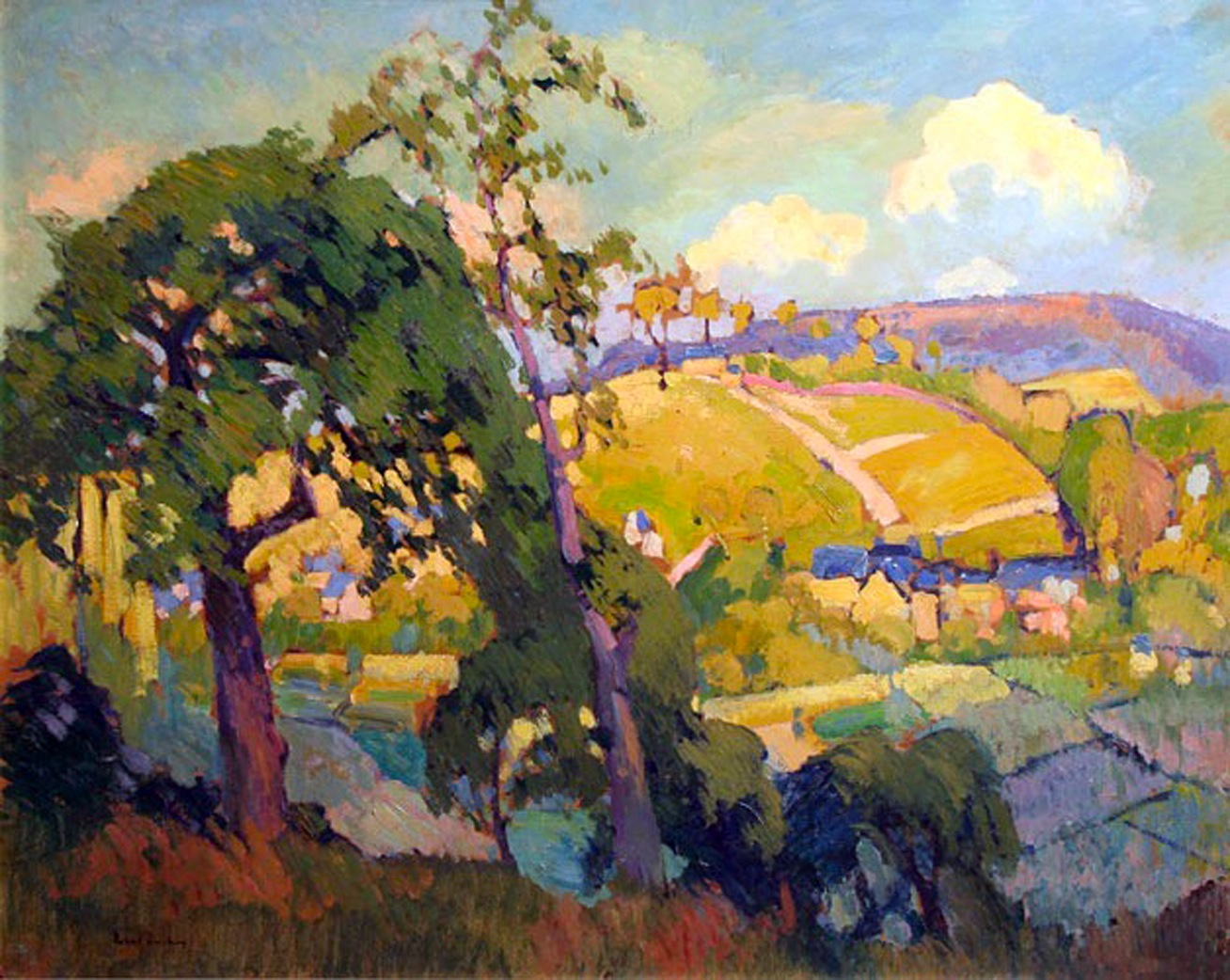
Robert Antoine Pinchon, 1905, La vallée de Blainville-Crevon, huile sur carton, 65 × 81 cm.

La commune est instituée par la Révolution française sous le nom de Blainville. En 1822, elle absorbe celle de Crevon et prend la dénomination de Blainville-Crevon, puis, en 1826, elle absorbe celle de Saint-Arnoult-sur-Ry, sans changer de nom.

## Politique et administration

### Rattachements administratifs et électoraux
La commune se trouve depuis 1926 dans l'arrondissement de Rouen du département de la Seine-Maritime. Pour l'élection des députés, elle fait partie depuis 2012 de la deuxième circonscription de la Seine-Maritime.
Elle faisait partie depuis 1801 du canton de Buchy. Dans le cadre du redécoupage cantonal de 2014 en France, la commune est désormais intégrée au canton du Mesnil-Esnard.

### Intercommunalité
La commune était membre de la communauté de communes du Moulin d'Écalles (CCME) créée fin 1994.
Compte tenu des prescriptions de la loi portant nouvelle organisation territoriale de la République (Loi NOTRe) du 7 août 2015, qui prescrit la constitution d'intercommunalités d'au moins 15 000 habitants, la CCME a fusionné avec ses voisines pour former la communauté de communes Inter-Caux-Vexin, dont la commune est désormais membre.

### Liste des maires
| Période                                  | Période                    | Identité                         | Étiquette | Qualité            |
| ---------------------------------------- | -------------------------- | -------------------------------- | --------- | ------------------ |
| Les données manquantes sont à compléter. |                            |                                  |           |                    |
|                                          | 1795                       | Jean-Jacques Planchon            |           | Chargé d'affaires  |
| 1795                                     | 1797                       | Louis-Barthélémy Dumont          |           | Curé               |
| 1797                                     | 1798                       | André-Jacques Leclerc            |           | Propriétaire       |
| 1798                                     | 1800                       | Pierre Dubuc                     |           | Rentier            |
| 1800                                     | 1808                       | Charles Allan                    |           | Menuisier          |
| 1808                                     | 1816                       | Marie-Joseph Dufour de Longuerue |           | Propriétaire       |
| 1817                                     | 1818                       | Stanislas-Antonin Martin         |           | Cultivateur        |
| 1818                                     | 1831                       | Louis Dumont                     |           | Cultivateur        |
| 1831                                     | 1837                       | Augustin Gobin                   |           | Notaire royal      |
| 1837                                     | 1867                       | Louis Dumont                     |           | Cultivateur        |
| 1867                                     | 1881                       | Pierre-Alexandre Lévesque        |           | Cultivateur        |
| 1881                                     | 1883                       | Louis-Henry Dumort               |           | Médecin            |
| 1883                                     | 1895                       | Ferdinand Ribard                 |           | Cultivateur        |
| 1895                                     | 1904                       | Justin Duchamp                   |           | Notaire            |
| 1908                                     | 1914                       | Grivet                           |           |                    |
| 1921                                     | 1922                       | Duhamel                          |           |                    |
| 1931                                     | 1933                       | Albert Cousin                    |           |                    |
| 1936                                     | 1939                       | Henry Gomont                     |           |                    |
| 195?                                     |                            | Joseph Banse                     |           |                    |
| Les données manquantes sont à compléter. |                            |                                  |           |                    |
| mars 1965                                | mars 2001                  | Xavier Le Bertre                 |           | Notaire            |
| mars 2001                                | 2 octobre 2019             | Jean-Bernard Dupressoir          |           | Décédé en fonction |
| mai 2020,                                | En cours (au 10 août 2020) | Philippe Picard                  |           | Agriculteur        |

| Période                                  | Période | Identité                    | Étiquette | Qualité      |
| ---------------------------------------- | ------- | --------------------------- | --------- | ------------ |
| Les données manquantes sont à compléter. |         |                             |           |              |
| 1792                                     | 1798    | François Déquinemare        |           | Meunier      |
| 1798                                     | 1800    | Guillaume Leprêtre          |           | Cultivateur  |
| 1800                                     | 1813    | Victor Julien               |           | Propriétaire |
| 1813                                     | 1822    | Louis-Alexandre de Beauvais |           | Militaire    |

| Période | Période | Identité             | Étiquette | Qualité     |
| ------- | ------- | -------------------- | --------- | ----------- |
| 1790    | 1792    | Jean-François Ribard |           | Cultivateur |
| 1792    | 1799    | Charles Duboc        |           | Cultivateur |
| 1799    | 1800    | Élie Le Brun         |           | Cultivateur |
| 1800    | 1808    | Charles Duboc        |           | Cultivateur |
| 1808    | 1816    | Jean-François Ribard |           | Cultivateur |
| 1816    | 1826    | Édouard Ribard       |           | Cultivateur |

## Population et société

### Démographie
L'évolution du nombre d'habitants est connue à travers les recensements de la population effectués dans la commune depuis 1793. Pour les communes de moins de 10 000 habitants, une enquête de recensement portant sur toute la population est réalisée tous les cinq ans, les populations de référence des années intermédiaires étant quant à elles estimées par interpolation ou extrapolation. Pour la commune, le premier recensement exhaustif entrant dans le cadre du nouveau dispositif a été réalisé en 2008.

En 2022, la commune comptait 1 227 habitants, en évolution de +1,24 % par rapport à 2016 (Seine-Maritime : +0,35 %, France hors Mayotte : +2,11 %).
| 1793 | 1800 | 1806 | 1821 | 1831 | 1836 | 1841 | 1846 | 1851 |
| ---- | ---- | ---- | ---- | ---- | ---- | ---- | ---- | ---- |
| 718  | 620  | 590  | 628  | 849  | 791  | 799  | 772  | 757  |

| 1856 | 1861 | 1866 | 1872 | 1876 | 1881 | 1886 | 1891 | 1896 |
| ---- | ---- | ---- | ---- | ---- | ---- | ---- | ---- | ---- |
| 757  | 773  | 813  | 745  | 770  | 620  | 668  | 617  | 617  |

| 1901 | 1906 | 1911 | 1921 | 1926 | 1931 | 1936 | 1946 | 1954 |
| ---- | ---- | ---- | ---- | ---- | ---- | ---- | ---- | ---- |
| 607  | 600  | 593  | 556  | 603  | 627  | 608  | 615  | 591  |

| 1962 | 1968 | 1975 | 1982 | 1990  | 1999  | 2006  | 2008  | 2013  |
| ---- | ---- | ---- | ---- | ----- | ----- | ----- | ----- | ----- |
| 532  | 508  | 575  | 797  | 1 096 | 1 113 | 1 125 | 1 129 | 1 208 |

| 2018  | 2022  | - | - | - | - | - | - | - |
| ----- | ----- | - | - | - | - | - | - | - |
| 1 207 | 1 227 | - | - | - | - | - | - | - |

### Manifestations culturelles et festivités
Depuis 1977 a lieu en juin le festival de musique Archéo Jazz,.

## Culture locale et patrimoine

### Lieux et monuments

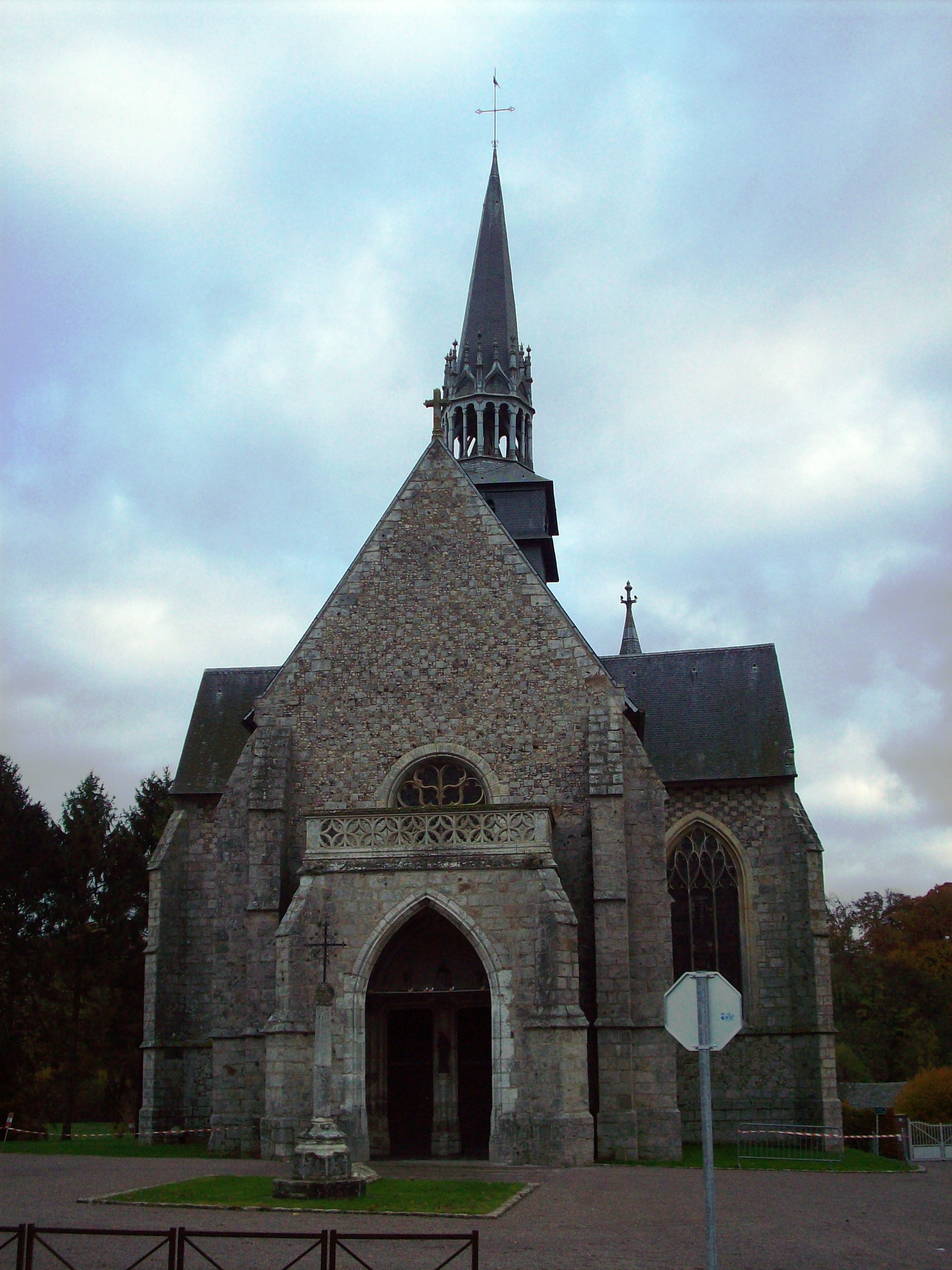
Collégiale Saint-Michel.

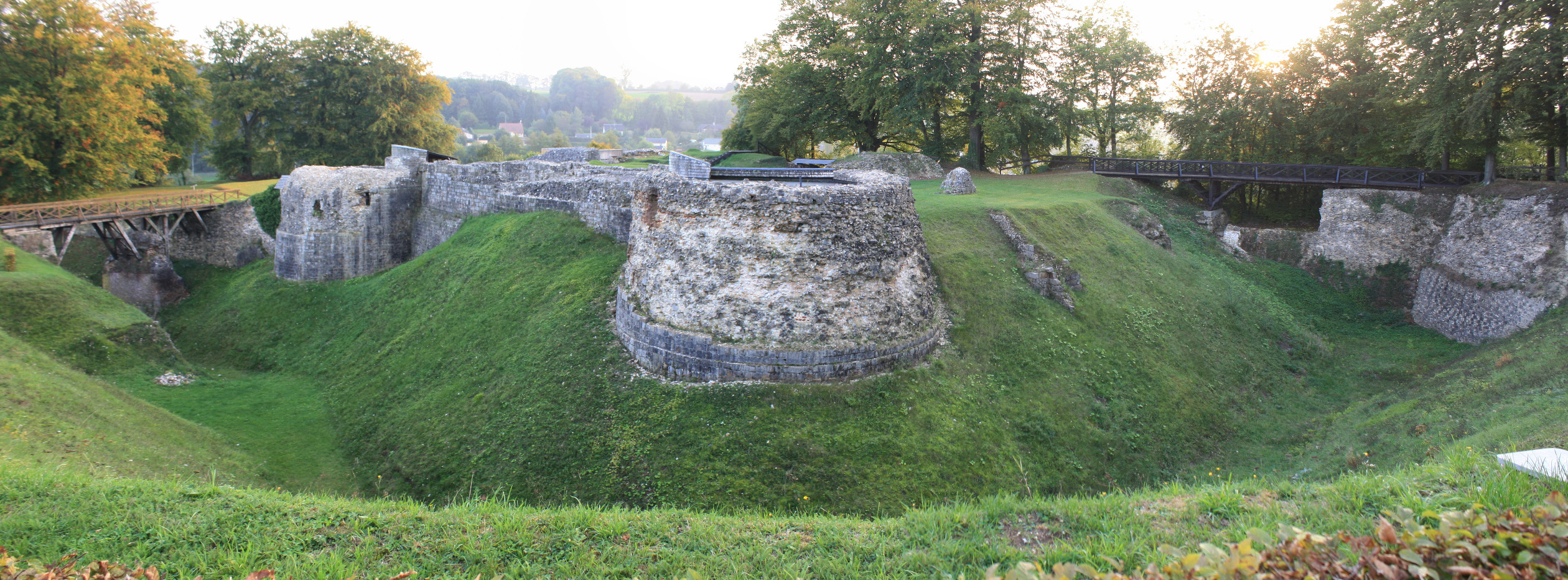
Motte castrale de Blainville-Crevon.

- Château de Blainville-Crevon, site médiéval, mis en valeur par l'Association d'études culturelles de Blainville-Crevon :
  - Motte féodale de la fin du XIe siècle[44].
  - Logis seigneurial du XIIIe siècle.
  - Grand escalier et couloirs enterrés du XIVe siècle.
  - Forteresse et tours du XVe siècle.

L'ancien château fort fait l'objet d'une inscription au titre des monuments historiques depuis 1977.
- Collégiale Saint-Michel, fondée le 5 janvier 1489, construite de 1489 à 1491[25]. L'ancienne collégiale Saint-Michel, actuelle église paroissiale fait l'objet d'un classement au titre des monuments historiques depuis 1927[46].
- Château de Mondétour du XVIIIe siècle[47],[48] (à cheval sur la commune de Morgny-la-Pommeraye).
- Musée La Sirène, centre d'étude et de documentation Anatole Jakovsky-Frère. Regroupe la collection léguée par Renée Frère et Anatole Jakovsky[49].
- Monument aux morts (1921), œuvre du sculpteur Ferdinand Berthelot.

### Personnalités liées à la commune
- Jean IV de Mauquenchy (mort en 1391), seigneur de Blainville, maréchal de France.
- Jean III d’EstouteviIle (~1404-1494), fondateur de la Collégiale de Blainville (5 janvier 1489).
- B. C. Délorier (mort le 9 juillet 1852), ancien officier de l'Empire, auteur de romans, poésies et chansons patriotiques.
- Emile Goussot (1862-1931), député de Paris, Chevalier de la Légion d'honneur.
- Delphine Delamare, née Couturier, modèle du roman de Gustave Flaubert Emma Bovary, se marie le 7août 1839 à Blainville.
- Eugène Tirvert (1881-1948), artiste peintre, y a habité.
- Philippe Etancelin (1896-1981), coureur automobile, habitait le cottage à Crevon.
- Georges Speicher (1907-1978), coureur cycliste, habitait le moulin rouge à Crevon.

#### Natifs de Blainville-Crevon

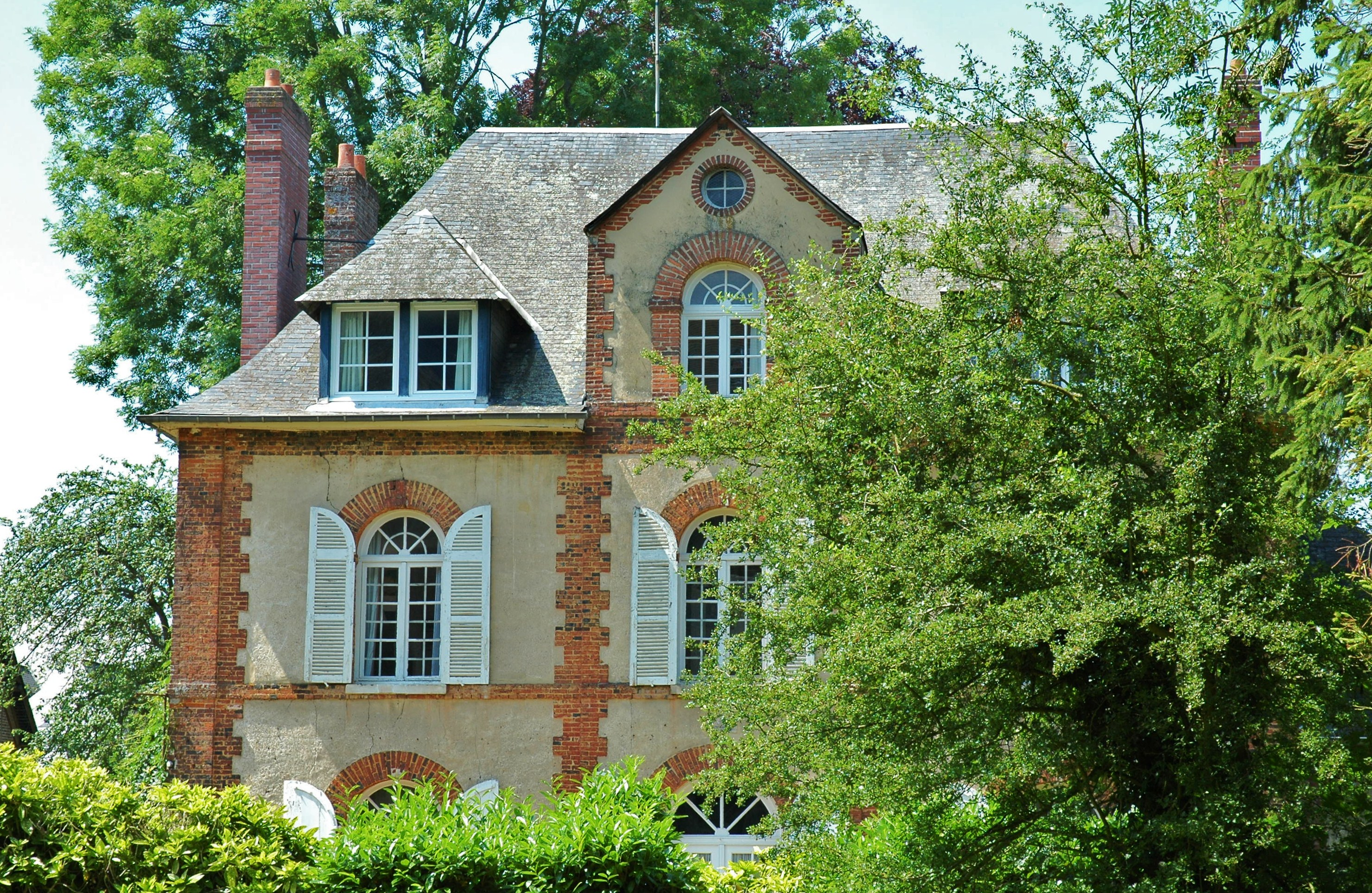
Maison Délorier, maison natale de Marcel Duchamp et Suzanne Duchamp-Crotti.

- Georges Métayer (1869-1945), maire de Rouen.
- Marcel Duchamp (1887-1968), peintre et sculpteur.
- Suzanne Duchamp-Crotti (1889-1963), sa sœur, peintre.
- Jacques Bénet (1915-2009), historien, archiviste paléographe, résistant, ancien député et ancien maire de Bosc-le-Hard.

### Héraldique
| Armes de Blainville-Crevon | Les armes de la commune de Blainville-Crevon se blasonnent ainsi : D'azur à la croix d’argent cantonnée de vingt croisettes recroisetées du même, ordonnées en sautoir dans chaque canton. |